# Carlo Pucci
Pour les articles homonymes, voir Pucci (homonymie).
Carlo Pucci (Florence, 3 août 1925 – Florence, 10 janvier 2003) est un mathématicien italien, qui a organisé de manière intense et efficace l'activité mathématique italienne.

## Biographie
Dès sa jeunesse, il développe une intense passion civile, influencée surtout par son oncle maternel Ernesto Rossi, qui est emprisonné au cours de ces années et ensuite détenu en interne pour son activité antifasciste. Incité par sa mère qui voudrait qu'il devienne ingénieur, il s'inscrit au lycée scientifique ; là, il a Eugenio Garin comme professeur de philosophie qui suscite en lui un profond intérêt pour la philosophie et l'histoire.
En 1943, il s'inscrit à la faculté d'Ingénierie, mais vers la fin de l'année, avec la restauration du régime fasciste, sa classe est appelée aux armes ; il ne répond pas à cet appel et entre dans la Résistance et entre dans la clandestinité, cessant de suivre des cours universitaires. Dans la clandestinité, il prend le nom de Carlo Neri et fait la connaissance de Francesco Rosi et Carlo Ludovico Ragghianti. Après la libération de Florence, il entame une intense activité politique en tant que secrétaire d'Ernesto Rossi. Il s'engage alors comme volontaire dans l'armée de libération et prend part aux sanglantes batailles finales, au printemps 1945, dans la région de Ravenne et de Ferrare, aux côtés des troupes britanniques.
Après la guerre, Pucci retourne aux études universitaires en s'inscrivant en mathématiques, également sous l'influence de son oncle qui espérait pouvoir se consacrer à des études d'économie politique à l'aide d'outils mathématiques.
En 1949, il obtient son diplôme avec une thèse sur la succession de fonctions sous la direction de Giovanni Sansone. Il devient ensuite l'assistant de Mauro Picone à Rome et commence à s'occuper des équations aux dérivées partielles.
Il passe une période d'études à l'Université du Maryland.
Il fréquente l'Istituto nazionale di alta matematica (it) (INdAM), dont il a été président.
Il remporte un concours pour une chaire d'analyse mathématique et occupe cette chaire pendant un an à l'Université de Catane. Il passe ensuite à l'Université de Gênes puis, jusqu'à la fin de sa carrière, à l'Université de Florence.
Jusqu'à la mort de son oncle en 1967, il s'implique activement en politique, dans le domaine du Parti d'action et de l'hebdomadaire « Il Mondo » dirigé par Mario Pannunzio (it).

## Activités institutionnelles
Il est président du Comité national de mathématiques du Conseil national de la recherche (CNR) de 1968 à 1976 ; président de l'Union mathématique italienne (UMI) de 1977 à 1982 et président d'honneur de celle-ci depuis 1995. Il est également refondateur de l'INdAM dans les années 1990, fondateur en 1974 et directeur jusqu'en 1998 de l'Institut d'analyse globale et applications du Conseil national de la recherche.